# Liste der Premierminister von Tonga
Dies ist eine Liste der Premierminister Tongas, d. h. aller Premierminister im Königreich Tonga seit 1876.
ʻAkilisi Pohiva ist der erste gewählte Vertreter aus dem Volk und nicht aus dem Adel.

## Premierminister
| Name                     | Lebensdaten | Amtszeit                                              |
| ------------------------ | ----------- | ----------------------------------------------------- |
| Tevita Unga              | 1824–1879   | 1876 – 18. Dezember 1879                              |
| Shirley Waldemar Baker   | 1836–1903   | April 1881 – Juli 1890                                |
| Siaosi Tukuʻaho          | 1854–1897   | Juli 1890 – 1893                                      |
| Siosateki Tonga          | 1853–1913   | 1893 – Januar 1905                                    |
| Sione Mateialona         | 1852–1925   | Januar 1905 – 30. September 1912                      |
| Tevita Tuʻivakano        | 1869–1923   | 30. September 1912 – 30. Juni 1922                    |
| Uiliame Tupoulahi Tungi  | 1887–1941   | 30. Juni 1922 – Juli 1940                             |
| Solomone Ula Ata         | 1883–1950   | Juli 1940 – 12. Dezember 1949                         |
| Taufaʻahau Tungi         | 1918–2006   | 12. Dezember 1949 – 16. Dezember 1965                 |
| Fatafehi Tuʻipelehake    | 1922–1999   | 16. Dezember 1965 – 21. August 1991                   |
| Baron Vaea of Houma      | 1921–2009   | 21. August 1991 – 3. Januar 2000                      |
| Ulukalala Lavaka Ata     | * 1959      | 3. Januar 2000 – 11. Februar 2006                     |
| Feleti Sevele            | * 1944      | 11. Februar 2006 – 22. Dezember 2010                  |
| Sialeʻataongo Tuʻivakanō | * 1952      | 22. Dezember 2010 – 30. Dezember 2014                 |
| ʻAkilisi Pohiva          | 1941–2019   | 30. Dezember 2014 – 12. September 2019                |
| Semisi Sika              | * 1968      | 12. September 2019 – 27. September 2019 kommissarisch |
| Pohiva Tuʻiʻonetoa       | 1961–2023   | 27. September 2019 – 27. Dezember 2021                |
| Siaosi Sovaleni          | * 1970      | 27. Dezember 2021 – 9. Dezember 2024                  |
| Samiu Vaipulu            | * 1952      | seit 9. Dezember 2024 – 22 Januar 2025 kommissarisch  |
| ʻAisake Eke              |             | seit 22. Januar 2025                                  |